# Yan Shigu
Yan Shigu (chinesisch 顏師古 / 顏師古, Pinyin Yán Shīgǔ; geb. 581; gest. 645) war ein berühmter Schriftsteller und Sprachwissenschaftler der Zeit der Sui- und Tang-Dynastie. Er stammte aus Wannian 万年, Jingzhao 京兆 (heute Xi’an in der Provinz Shaanxi). Yan war mit den konfuzianischen Klassikern gut vertraut.

## Leben und Werk
Yan Shigu ist Autor wichtiger Kommentare der chinesischen Fünf Klassiker (Wujing), des Shiji  und Hanshu. Während der Herrschaft von Kaiser Sui Wendi erhielt Yan eine Position im Kreis Anyang (heute Xiangyang). Danach wurde Yan entlassen und ließ sich in Chang’an nieder. Die nächsten 10 Jahre lebte er in Armut und verdiente seinen Lebensunterhalt mit dem Unterrichten. Er arbeitete an der Redaktion des Hanshu-Kommentares. Das Hanshu wird üblicherweise mit dem Kommentar von Yan Shigu (581–645) veröffentlicht. Yan Shigus phonetische Glossen waren ein wichtiger Beitrag zum Verständnis der Han-Oden (fu). Ein Nachkomme von Yan Shigu war Yan Zhenqing, ein Kalligraph aus dem 8. Jahrhundert.
Das Kuangmiu zhengsu 匡谬正俗 („Rectification of errors and corrections of the unorthodox“) von Yan Shigu in der Ausgabe des Xiaoxue huihan 小学汇函 wurde auch vom Hanyu da zidian herangezogen.

## Werke (Auswahl)
- Hanshu zhu 汉书注
- Jijiu zhang zhu 急就章注
- Kuangmiu zhengsu 匡谬正俗